# Einbaum vom Lac de Chalain

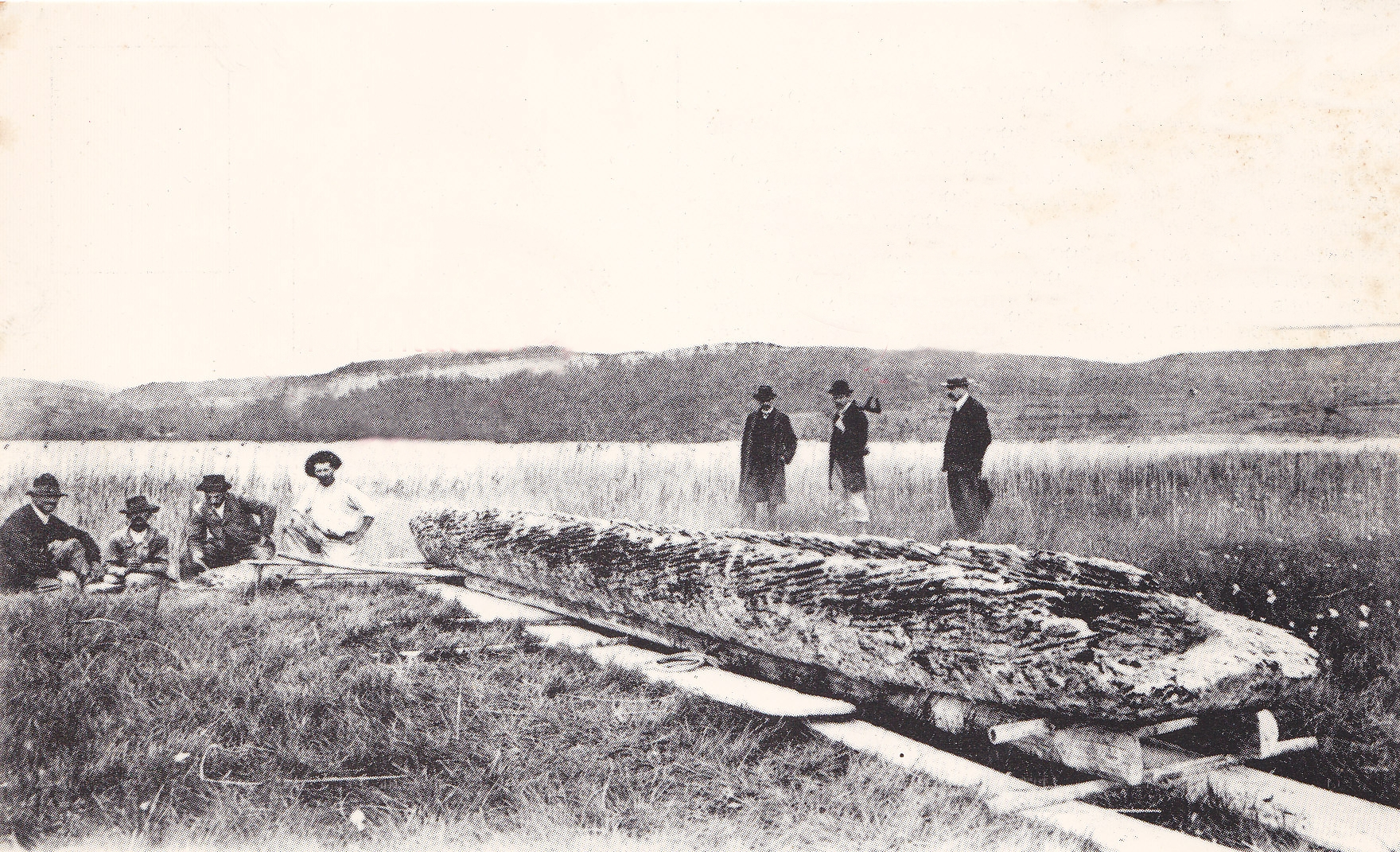
Einbaum vom Lac de Chalain

Der Einbaum vom Lac de Chalain (französisch La pirogue de Chalain) wurde 1904 in La Motte-aux-Magnins bei Clairvaux-les-Lacs im Département Jura in Frankreich nach einem starken Absinken des Wasserspiegels des Lac de Chalain entdeckt. Er wurde in das Museum von Lons-le-Saunier transportiert.
Der lange Zeit dem Neolithikum zugeschriebene Einbaum war 1984, wie die Mehrzahl der am See entdeckten Überreste, Gegenstand einer umfassenden Studie. Die Dendrochronologie datiert ihn auf 959 v. Chr. in die Spätbronzezeit. Eine typologische Studie von Béat Arnold, einem Spezialisten für prähistorische und protohistorische Einrumpfboote, schreibt ihn ebenfalls dieser Zeit zu. Der 9,35 m lange Einbaum wurde aus einem Eichenstamm geschnitten.
In der Nähe wurde auch eine Stangenschleife gefunden.